# Fernando Alfaro (músico)
Fernando Alfaro Ponce (Albacete, 24 de octubre de 1963), conocido artísticamente como Fernando Alfaro, es un músico español.

## Etapa de Surfin' Bichos
Tuvo una precoz iniciación en la vida musical. Sus primeros movimientos se remontan a 1986, cuando Fernando Alfaro y su primo José María Ponce, por entonces en un grupo punk llamado Cortejo fúnebre, comenzaron a ensayar con algunas canciones que Fernando tenía escritas desde hacía tiempo. En 1988, aún sin el nombre definitivo del grupo, pero ya con Joaquín Pascual y Carlos Cuevas incorporados, grabaron dos maquetas bajo el nombre de Los bichos y Surfin' Jesus respectivamente, con las que se dieron a conocer en el concurso Villa de Madrid.
En el concurso solo alcanzaron la tercera posición, pero su participación les posibilitó grabar una nueva maqueta en Radio 3, ya bajo el nombre definitivo de Surfin' Bichos que titularon La primera cebolla sónica.
La promoción de esta primera grabación en Radio 3 daría lugar a la firma de su primer contrato discográfico con La Fábrica Magnética de Servando Carballar, donde editaron su primer EP titulado Gente abollada. Este primer EP constaba de cuatro temas contenidos en su primera maqueta y vueltos a grabar para la ocasión.
El primer álbum del grupo, La luz en tus entrañas, sería una colección de canciones rock directas y vitales en las que sobresalían las personales y dramáticas letras de Fernando Alfaro. El disco, de cuyos arreglos no quedaron muy satisfechos, sería un pequeño anticipo no solo del típico sonido Surfin' Bichos, sino del indie rock español que en pocos años viviría su apogeo, convirtiéndose sin asomo de dudas en unos de los grupos más influyentes de toda una generación de artistas como Los Planetas, Australian Blonde, El Inquilino Comunista o Nacho Vegas entre otros.
En 1991 saldría a la venta su siguiente trabajo, Fotógrafo del cielo, editado en la multinacional RCA a través de su subsello Virus. Posteriormente salió al mercado Hermanos carnales que fue grabado en Lincolnshire, Inglaterra y editado en 1992 después de que el bajista José María Ponce fuese apartado del grupo y se incorporaran Isabel León y José Manuel Mora.
En 1993 se editó Family Álbum Vol.I, un miniálbum formado por versiones de canciones de otros artistas traducidas al castellano. Su cuarto álbum llegó un año más tarde bajo el título de El amigo de las tormentas.

## Etapa de Chucho
Después de que RCA no promocionara el disco como hubiese deseado, Fernando Alfaro decidiría dejar el grupo y unos meses más tarde se embarcaría en Chucho, su nueva banda, publicando su primer EP, con el nombre del grupo como título con Limbo Starr en 1995. En 1997 sacan el álbum 78 con Virgin Records España, S.A. y Alejandro Amenábar incluye varias canciones de Chucho en la BSO de la película Abre los ojos.
En 1999 editan el álbum Tejido de felicidad. Entre 2000 y 2002 publican la serie de discos de Los Diarios de Petróleo. El último disco de Chucho sería Koniec (2004) editado por Sinnamon Records, y la banda se disolvería, provisionalmente, en 2005. Volvieron en 2013 y en 2016 publicaron el álbum Los años luz.

## Otros trabajos
En 2007 sacó un nuevo disco con el proyecto musical que se llamaba Fernando Alfaro y los Alienistas.
Tras 4 años saca un nuevo disco en solitario, La vida es extraña y rara, en 2011, con la producción de Raúl Fernández Refree, y su primer sencillo de adelanto es Camisa Hawaiana de fuerza.
En 2020 publica el libro de relatos 'Pere y María' (Muzikalia), cuyos capítulos enlazan con las canciones del disco de Chucho 'Corazón Roto y Brillante' (Intromúsica, 2020).

## Discografía

### Con Surfin' Bichos
- La luz en tus entrañas (La Fábrica Magnética, 1989).
- Fotógrafo del cielo (Virus-RCA, 1991).
- Hermanos carnales (Virus-RCA, 1992).
- Family Album 1 (Virus-RCA, 1993).
- El amigo de las tormentas (Virus-RCA, 1994).

### Otros discos y galardones
- Gente abollada (EP, La Fábrica Magnética, 1989).
- El infierno B. Rarezas (recopilación de canciones inéditas del grupo en el sello Limbo Starr, propiedad del propio Alfaro, 1996).
- Hermanos carnales obtiene la posición n.º 5 entre «los mejores 50 discos españoles de los 90» elegidos por la revista Rockdelux (2001).
- Se publica una biografía del grupo titulado Sermones en el desierto escrita por Jota Martínez Galiana para la editorial Avantpress (2002).
- Rockdelux vuelve a destacar el disco Hermanos carnales, esta vez en el n.º 19 de «los mejores 100 discos españoles del siglo XX» (2004).
- Surfin’ Bichos se reúnen para actuar en el festival Primavera Sound y, posteriormente, en varias ciudades españolas (2006).
- El sello Subterfuge Records reedita todos sus trabajos añadiendo canciones inéditas en cada disco (2006).
- Se edita un disco de homenaje al grupo titulado Family Álbum II en el que participan bandas como Lagartija Nick, Grupo de Expertos Solynieve, Swann, Tachenko, Hidrogenesse, e incluso los exitosos Amaral (2007).

### Chucho
- Chucho (EP, Limbo Star, 1995).
- 78 (álbum, Virgin-Limbo Star, 1996).
- El sencillo El Detonador de Almas forma parte de la BSO de la película Abre los ojos de Alejandro Amenábar (1997).
- Tejido de felicidad (álbum, Virgin-Limbo Star, 1998).
- Triple Zero (EP, Virgin-Chewaka, 2000).
- Los Diarios de Petróleo (álbum, Virgin Records, 2001).
- Túnel de lavado (EP, Sinnamon Records, 2004).
- En la mente del monstruo (EP, Sinnamon Records, 2004).
- Koniec (álbum, Sinnamon Records, 2004).
- Los años luz (álbum, 2016).
- Corazón roto y brillante (álbum, Intromúsica, 2020).

### Fernando Alfaro y los Alienistas
- Carnevisión (2007).

### En solitario
- La vida es extraña y rara (2011).
- Saint-Malo (2015).
- Sangre en los surcos (2018).